# Eerste Slenk
De Eerste Slenk is een slenk, een geul waar eb- en vloedwater door stroomt, die aan de zuidoostkant van het eiland Terschelling ligt.

## Beschrijving
De Eerste Slenk is de grootste van de vijf grote slenken van Terschelling, die van west naar oost eerste tot en met vijfde genummerd zijn. De Eerste Slenk is het restant van het Koggediep, het zeegat dat ooit tussen het eigenlijke Terschelling en de Boschplaat lag. Rond het begin van de 19e eeuw is dit zeegat aan de Noordzeezijde zo verzand dat geen sprake meer was van een zeegat. Aan de wadzijde ontwikkelde het oude zeegat zich tot een afwateringsstelsel voor overslaand vloedwater. In 1835 was de verbinding tussen Terschelling en de Boschplaat nog zo laag dat tijdens noordwesterstorm een vissersschip (onbedoeld) via deze route vanuit de Noordzee in de Waddenzee terechtkwam. Een eeuw later werd om een volgende doorbraak te voorkomen een duinenrij opgestoven, de Derk Hoekstra stuifdijk, met als gevolg dat de Boschplaat aan Terschelling vastgroeide.
Doordat het getij in het Waddengebied van west naar oost verloopt, is het bij de Eerste Slenk ongeveer 1 uur later hoogwater dan op West-Terschelling. Doordat bij hoogwater het water over de platen kan lopen, maar het water bij laagwater om de platen heen moet, wordt het punt van laagwater ongeveer 1,5 uur later dan in West-Terschelling bereikt. Het tijverschil bedraagt ongeveer 2,0 à 2,5 meter, afhankelijk van de fase van het getij.
De Eerste Slenk vormt de oude natuurlijke grens tussen de Boschplaat en het oosten van Terschelling. Het natuurgebied ten oosten van de slenk wordt buiten het broedseizoen veel bezocht door vogelaars. Het dichtstbijzijnde, en meest oostelijke dorp van Terschelling, Oosterend, ligt vijf kilometer westelijker.